# Fou ?
Fou ? est une nouvelle de Guy de Maupassant, parue en 1882.

" Suis-je fou ? ou seulement jaloux ? ..."

## Historique
Fou ? est initialement publiée dans la revue Gil Blas du 23 août 1882, sous le pseudonyme Maufrigneuse, puis dans le recueil Mademoiselle Fifi.

## Résumé
Le narrateur, en couple avec une femme dont il est éperdument amoureux et qu'il désire posséder à tous les instants, est en proie à des pensées paradoxales : il exècre cette femme qu'il adule, étant devenu son esclave. Ce qui ne l'empêche pas de se complaire dans ses bras. Jusqu'au matin où alors que, comme habituellement, il l'observe endormie, il ne voit dans ses yeux que de l'indifférence. 
Il perd alors les pédales, et tente par tous les moyens de rallumer entre eux la flamme -en vain. Le temps avançant, il se rend compte qu'elle apparaît de plus en plus heureuse, ragaillardie et satisfaite alors que ses absences se multiplient. Un jour, fou de jalousie, il la suit et réalise que le plaisir qu'elle prend vient des promenades à cheval qu'elle effectue, qui lui redonnent le goût de vivre, mais la fatiguent et lui retirent tout désir amoureux après cela. 
Loin d'atténuer la jalousie du narrateur, cela ne fait que l'accroître. Voulant désespérément être le centre des attentions de sa concubine, il se résout à se débarrasser de ce "parasite" dans leur relation. Dans un élan de folie furieuse, il tend un fil entre deux arbres, sur le trajet habituel de son épouse. Le cheval, comme prévu, s'écroule, mais le narrateur parvient à récupérer sa bien-aimée à temps. Il s'avance alors vers le cheval et l'abat froidement d'un coup de revolver. La femme, ne comprenant rien, agresse son ami qui réplique d'un coup de revolver -mortel. L'homme commence alors à se questionner — mais un peu tard — sur son état de santé mentale. Il comprend alors qu'il est devenu fou.

## Éditions
- Fou ?, Maupassant, contes et nouvelles, texte établi et annoté par Louis Forestier, Bibliothèque de la Pléiade, éditions Gallimard, 1974  (ISBN 978 2 07 010805 3).